# Dare Dżambaz

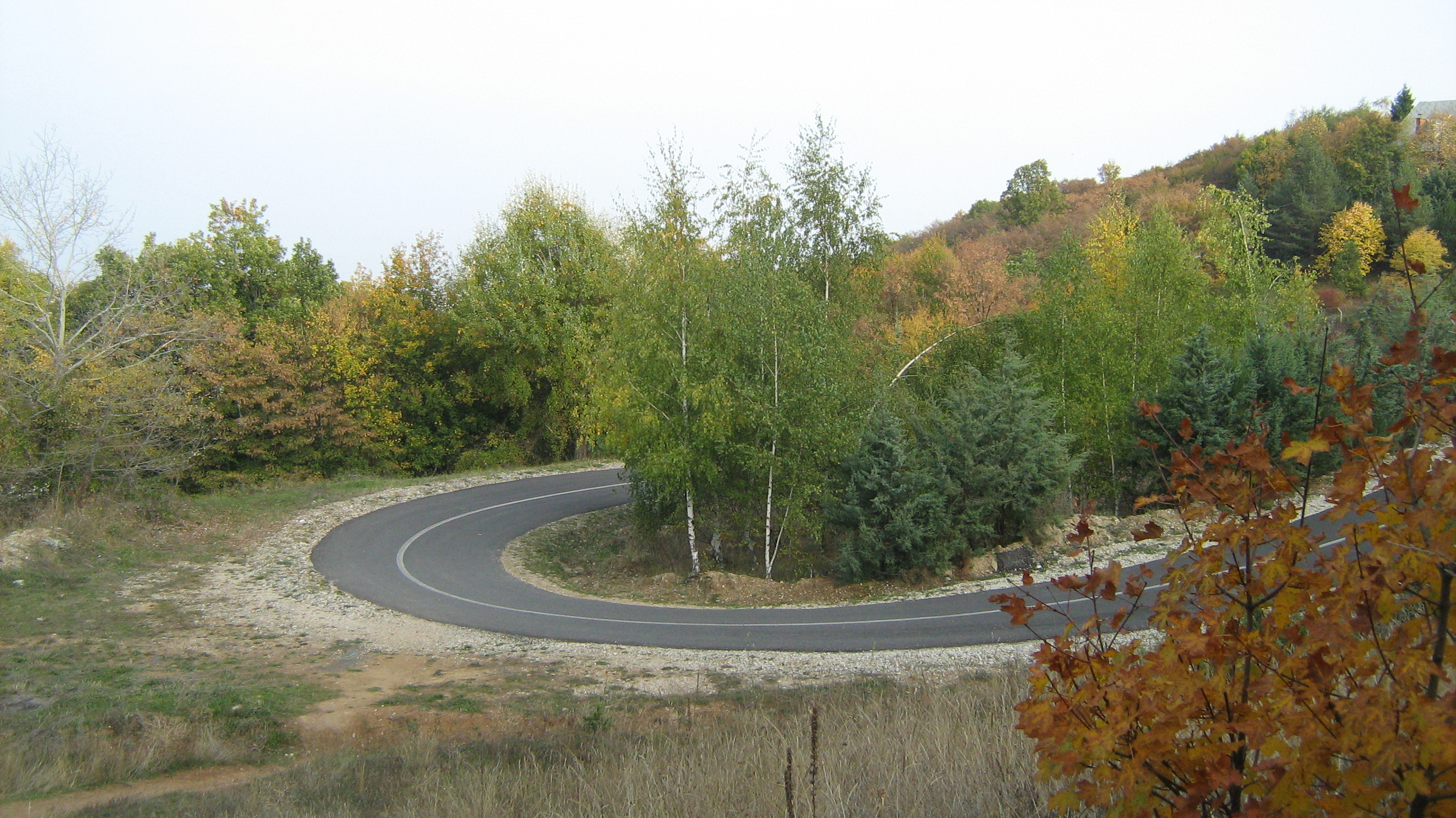
Droga asfaltowa do szczytu Krstowar w Wodnie

Dare Dżambaz (maced. Даре Џамбаз) – schronisko turystyczne znajdujące się około 10 metrów pod szczytem Krstowar w paśmie Wodno nad Skopjem. Ze schroniska widać całą panoramę Skopja, Kotliny Skopskiej, Szar Płaninę i Skopską Crną Gorę. Schronisko jest oddalone od miasta o 1 - 2 godzin marszu. Można do niego dotrzeć wieloma szlakami pieszymi, które prowadzą ze Skopja i prowadzą do schroniska. Niektóre ze szlaków są oznaczone. Do schroniska wiedzie też droga asfaltowa ze Skopja, którą można dotrzeć samochodami do samego szczytu Krstowaru, ruch jest regulowany ograniczeniami czasowymi.
Schronisko zaczęto budować w 1950 przez Macedoński Związek Górski, z solidnego materiału, kamienia i wapna. Oddane do użytku zostało w 1952. Ma piwnicę, parter i piętro. Pokryte jest ocynkowaną blachą. Piwnica nie jest używana do celów turystycznych. Na parterze jest duża przestrzeń, która może przyjąć około 70 - 100 osób, szatnię dla gości, jedno miejsce, gdzie trzyma się różne materiały potrzebne do kuchni i jedną kuchnię, w której głównie przygotowuje się herbatę, w razie potrzeby można w niej przygotować też jedzenie. Na piętrze znajduje się jedna sala, w której są umieszczone 22 łóżka, jest też miejsce na położenie karimat przy większej ilości użytkowników. Oprócz tej sali są jeszcze dwie mniejsze, które są używane do prac pomocniczych. Schronisko ma oświetlenie elektryczne i wodę w kuchni. Toaleta jest na zewnątrz schroniska. Na ścianie schroniska znajduje się tablica z napisem o wydarzeniu z II wojny światowej: W tym miejscu w 1944 znajdował się niemiecki bunkier. Komendant 12. brygady Trajko Stojkowski - Buzo rozkazał II batalionowi, by zaatakował bunkier w godzinach nocnych 11.11.1944 od wsi Sonje – miejsca dowodzenia sztabu brygady, strzelaniną w kilku seriach z różnych kierunków bronią automatyczną w stronę celu. Niemiecka obsada została zmuszona, by natychmiast bez oporu opuścić bunkier, a tym zostało umożliwione swobodne przejście dla ataków i wyzwolenia Skopja.
Dla turystów schronisko jest otwarte od piątku wieczorem do niedzieli wieczorem, kiedy dyżurują członkowie Towarzystwa Górskiego Bistra, które zarządza też schroniskiem. Ponadto jest stały strażnik, który może zapewnić dostęp do schroniska i zakwaterowanie w razie potrzeby.

## Możliwe wycieczki
- schronisko górskie Matka, idąc grzbietem Wodna, 2 - 3 godziny
- Pusta Breznica, 6 godzin
- schronisko górskie Kitka, 4 - 5 godzin
- schronisko górskie Karadżica, 6 - 7 godzin